# NGC 3155
NGC 3155 (другие обозначения — NGC 3194, UGC 5538, MCG 12-10-26, ZWG 351.12, IRAS10133+7436, PGC 30064) — спиральная галактика (возможно, с перемычкой) в созвездии Дракона на расстоянии 137 млн световых лет. Открыта Уильямом Гершелем в 1801 году.
Этот объект занесён в Новый общий каталог дважды: с обозначениями NGC 3155 и NGC 3194. Уильям Гершель открыл эту галактику, но указал ошибочные координаты, как и у нескольких других объектов, которые наблюдал в ту же ночь, и его открытие попало в каталог как NGC 3194. В 1828 году Джон Гершель наблюдал эту же галактику и верно указал координаты, наблюдавшийся им объект получил название NGC 3155.
Галактика NGC 3194 входит в состав группы галактик NGC 3147. Помимо NGC 3194 в группу также входят NGC 3147, NGC 3183 и UGC 5686.
Галактика слегка наклонена к картинной плоскости, диск тусклый, вытянут с северо-востока на юго-запад. Предположительно имеет перемычку, ориентированную с севера на юг. Визуально в любительский телескоп наблюдается как довольно тусклый овальный объект, однородно яркий, без концентрации, с достаточно хорошо очерченными краями. В 3,0’ к северо-востоку — триплет из тусклых звёзд, указывающий в сторону галактики. NGC 3155 удаляется от нас со скоростью около 3070 км/с. Её диаметр около 40 тыс. световых лет.